# Astragalus erionotus
Astragalus erionotus es una especie de planta del género Astragalus, de la familia de las leguminosas, orden Fabales.

## Distribución
Astragalus erionotus se distribuye por Afganistán (Baglán, Kabul, Kunar / Nuristan), Pakistán (Chitral), India y Cachemira pakistaní (Gilgit, Astor).

## Taxonomía
Fue descrita científicamente por Benth. ex Bunge. Fue publicado en Mémoires de l'Academie Imperiale des Sciences de Saint Petersbourg Sér. 7, 11(16): 33 (1868).
Sinonimia
- Astragalus erionota (Bunge) Kuntze
Astragalus chitralensis Ali
Astragalus andarabicus Podl.